# Apósztolosz Doxiádisz
Apósztolosz Doxiádisz (Brisbane, 1953. június 6. –) görög matematikus és író.

## Fiatalkora
Doxiádisz Ausztráliában született, ahol édesapja, Konsztandínosz Apósztolosz Doxiádisz építész dolgozott. Nem sokkal születése után a család visszatért Athénba, ahol Doxiádisz felnőtt. Bár legkorábban a költészet, a szépirodalom és a színház iránt érdeklődött, a matematika iránti intenzív érdeklődés miatt tizenöt évesen otthagyta az iskolát és a New York-i Columbia Egyetemre járt, ahol matematikából bachelor diplomát szerzett. Ezt követően a párizsi École pratique des hautes études-ba járt, ahol mesterdiplomát szerzett, és az idegrendszer matematikai modellezéséről írta dolgozatát. Apja halála és családi okok miatt 1975-ben visszatért Görögországba, megszakítva posztgraduális tanulmányait. Görögországban, bár néhány évig a számítógépes szoftveriparban dolgozott, Doxiádisz visszatért gyermek- és serdülőkori színház és mozi iránti szeretetéhez, mielőtt főállású író lett volna.

## Magánélete
Felesége Dorina Papaliou (Ντορίνα Παπαλιού) írónő, három gyermeke van.

## Munkái

### Szépirodalom görögül
Doxiádisz görögül kezdett írni. Első publikált műve a Párhuzamos élet (Βίος Παράλληλος, 1985), egy novella, amely a 4. századi Egyiptom szerzetesi közösségeiben játszódik. Első regénye, a Makavettas (Μακαβέττας, 1988) egy kitalált hataloméhes ezredes kalandjait meséli el az 1967–1974-es görög katonai junta idején. A görög népi katonai emlékiratok – például Ioannis Makriyannis – nyelvi utánzásával írva Shakespeare Macbethjének cselekményét követi, amelynek a névadó hős neve hellenizált formája. Következő regénye, Petrosz bácsi és a Goldbach-sejtés (Ο Θείος Πέτρος και η Εικασία του Γκόλντμπαχ, 1992) volt az első hosszú szépirodalmi mű, amelynek cselekménye a tiszta matematikai kutatás világában játszódik. Az első görög kritikusok nem találták vonzónak a matematikai témákat és közepes kritikákat kapott, ellentétben Doxiádisz első két művével, amelyeket jól fogadtak. A Három kisember (Τα Τρία Ανθρωπάκια, 1998) című novella egy klasszikus mese történetének modern kori újramondását kísérli meg.

### Szépirodalom angolul
1998-ban Doxiádisz lefordította angolra, jelentősen átdolgozva harmadik regényét, amely 2000-ben jelent meg Angliában Uncle Petros and Goldbach's Conjecture címmel (az egyesült királyságbeli kiadó: Faber and Faber; egyesült államokbeli kiadó: Bloomsbury USA.) A könyv nemzetközi bestseller és a mai napig több mint harmincöt nyelven jelent meg. Többek között a Nobel-díjas John Nash, Sir Michael Atiyah brit matematikus, George Steiner kritikus és Oliver Sacks pszichiáter dicséretében részesült. A "Petros bácsi" egyike annak az 1001 könyvnek, amelyet el kell olvasnod, mielőtt meghalsz.
Doxiádisz következő, több mint öt évig tartó projektje a Logicomix (2009) című grafikai regény volt, amely a New York Times bestseller-listájának listavezetője, amely már több mint húsz nyelven megjelent. Hrísztosz Papadimitríu informatikussal, Alecos Papadatos (ceruza) és Annie Di Donna (színes) alkotásaival közösen írták. A neves képregénytörténész és -kritikus, R. C. Harvey a Comics Journal című folyóiratban a Logicomixet „a tour-de-force”-nak „virtuóz előadásnak” nevezte, míg a The Sunday Times-tól, Bryan Appleyard szerint „valószínűleg a legjobb és minden bizonnyal a legkülönlegesebb képregény". A Logicomix Paul Gravett 1001 képregényének egyike, amelyet el kell olvasni, mielőtt meghalsz.

### Színház és film
Pályája kezdetén Doxiádisz hivatásos színházban, Athénban rendezett, fordítóként dolgozott, többek között William Shakespeare Rómeó és Júliáját, a Hamletet és a Szentivánéji álom című művét, valamint Eugene O'Neill Amerikai Elektra című darabját.
Két színdarabot írt. Az első a The Tragical History of Jackson Pollock, Abstract Expressionist (Jackson Pollock, absztrakt expresszionista tragikus története, 1999) angol nyelvű teljes hosszúságú árnybábjáték volt, amelyből az athéni előadást is ő tervezte és rendezte. Ebben a darabban Doxiádisz megvalósította néhány nézetét az „epikus színházról”, más szóval a történetmesélésen alapuló színházról. Második darabja, a Befejezetlenség (2005) képzeletbeli beszámolója a nagy matematikus és logikus, Kurt Gödel életének elmúlt tizenhét napjáról, amelyet Gödel egy princetoni (New Jersey állam) kórházban töltött, és nem volt hajlandó enni, mert attól tartott, hogy megmérgezik. A darabot 2006-ban Athénban mutatták be Δέκατη έβδομη νύχτα (Tizenhetedik éjszaka) címmel, Jórgosz Kotanídisz színésszel Kurt Gödel szerepében.
Doxiádisz két nagyjátékfilmet is írt és rendezett, görög nyelven: Földalatti átjáró (Υπόγεια Διαδρομή, 1983) és Terirem (Τεριρέμ, 1987). Utóbbi az 1988-as Berlini Nemzetközi Filmfesztiválon elnyerte a CICAE (International Confederation of Art Cinemas) legjobb film díját.

### Ösztöndíj
Doxiádisz egész életében érdeklődik a logika, a kognitív pszichológia és a retorika, valamint a narratíva elméleti tanulmányozása iránt. 2007-ben Barry Mazur matematikussal egy találkozót szervezett a matematika és a narratíva kapcsolatának elméleti vizsgálatáról, amelynek anyaga Circles Disturbed: The Interplay of Mathematics and Narrative (2012) címmel jelent meg. Doxiádisz széleskörű előadásokat tartott elméleti érdeklődéséről. Közelmúltbeli munkája arra késztette, hogy megfogalmazzon egy elméletet a deduktív bizonyítás klasszikus Görögországban való fejlődéséről, amely a narratívában és különösen az archaikus kor költészetében már meglévő minták hatásaira helyezi a hangsúlyt.

### Magyarul
- Petrosz bácsi és a Goldbach-sejtés – (Ο θείος Πέτρος και η Εικασία του Γκόλντμπαχ) · Európa, Budapest, 2004 · ISBN 9789630775182 · Fordította: Papolczy Péter

## Díjak és kitüntetések
A Petrosz bácsi és a Goldbach-sejtés volt az első díjazott Premio Peano, amely a matematika által ihletett könyvek első nemzetközi díja, és a Médicis-díj előválogatói közé került. A Logicomix számos díjat kapott, köztük a Bertrand Russell Society-díjat, a Royal Booksellers Association-díjat (Hollandia), a New Atlantic Booksellers Award-ot (USA), a Prix Tangente-t (Franciaország), a Premio Carlo Boscarato-t (Olaszország), a Comicdom-díjat (Görögország). A Time, a Publishers Weekly, a The Washington Post, a Financial Times, a The Globe and Mail és más kiadványok „Az év könyvének” választották.

## Fordítás
- Ez a szócikk részben vagy egészben  az   Apostolos Doxiadis című angol Wikipédia-szócikk fordításán alapul.  Az eredeti cikk szerkesztőit annak laptörténete sorolja fel. Ez a jelzés csupán a megfogalmazás eredetét és a szerzői jogokat jelzi, nem szolgál a cikkben szereplő információk forrásmegjelöléseként.